# Nelson Cuevas
Pour les articles homonymes, voir Cuevas.
 Nelson Rafael Cuevas Amarilla, plus connu sous le nom de  Nelson Cuevas, né le 10 janvier 1980  à Asuncion ( Paraguay), est un footballeur international paraguayen. Il joue au poste d'attaquant ou demi offensif avec l'équipe du Paraguay (1,72 m pour 63 kg).

## Carrière

### En club
- jan. 1998-1998 : Atlético Tembetary -  Paraguay
- 1998-jan. 2005 : River Plate -  Argentine
- 2003-déc. 2003 : Inter Shanghai -  Chine (prêt)
- jan. 2005-jan. 2008 : Club América -  Mexique
- jan. 2005-2006 : CF Pachuca -  Mexique (prêt)
- jan. 2008-2008 : Club Libertad -  Paraguay
- 2008-jan. 2009 : Santos FC -  Brésil
- fév. 2009-2009 : Universidad de Chile -  Chili
- 2009-2010 : Olimpia Asuncion -  Paraguay
- 2010-déc. 2010 : Albacete Balompié -  Espagne
- depuis décembre 2010 : CF Puebla -  Mexique

### En équipe nationale
Il a fait ses débuts internationaux en juin 1999 contre l'équipe de Bolivie.
Cuevas participe à la Coupe du monde 2002 puis à la Coupe du monde 2006 avec l'équipe du Paraguay.

## Palmarès
- 42 sélections avec l'équipe du Paraguay (6 buts)
- Vainqueur du championnat de Chine en 2003